# Callopsylla
Genre
Callopsylla est un genre d'insectes de la famille des Ceratophyllidae et de l'ordre des siphonaptères.

## Liste des sous-genres et espèces
| Selon Catalogue of Life : - Callopsylla arcuata - Callopsylla beishanensis - Callopsylla caspia - Callopsylla changduensis - Callopsylla digitata - Callopsylla dolabella - Callopsylla dolabris - Callopsylla forfica - Callopsylla gemina - Callopsylla gypaetina - Callopsylla kazbegiensis - Callopsylla kaznakovi - Callopsylla kozlovi - Callopsylla lagomys - Callopsylla liui - Callopsylla longispina - Callopsylla mygala - Callopsylla oreinus - Callopsylla petaurista - Callopsylla saxatilis - Callopsylla semenovi - Callopsylla sparsilis - Callopsylla streeti - Callopsylla waterstoni - Callopsylla xui - Callopsylla yui - Callopsylla zhangi | Selon Fauna Europaea : - Callopsylla (Callopsylla) - Callopsylla caspia - Callopsylla saxatilis - Callopsylla (Geminopsylla) - Callopsylla gemina - Callopsylla gypaetina - Callopsylla (Orneacus) - Callopsylla watersoni |